# Kallstroemia pubescens
Kallstroemia pubescens là một loài thực vật có hoa trong họ Zygophyllaceae. Loài này được (G.Don) Dandy miêu tả khoa học đầu tiên năm 1955.